# U-80
Unterseeboot 80 foi um submarino alemão do Tipo VIIC, pertencente a Kriegsmarine que atuou durante a Segunda Guerra Mundial.
O U-80 esteve em operação entre os anos de 1941 e 1944, não realizando nenhuma patrulha neste período.
Foi afundado a oeste de Pillau  após se acidentar, causando a morte de todos os 50 tripulantes.

## Comandantes
| Comandante                 | Data                                            |
| -------------------------- | ----------------------------------------------- |
| Oblt. Georg Staats         | 8 de abril de 1941 - 5 de outubro de 1941       |
| Oblt. Hans Benker          | 6 de outubro de 1941 - 4 de maio de 1942        |
| Oblt. Oskar Curio          | 5 de maio de 1942 - 22 de novembro de 1942      |
| Oblt. Hans-Adolf Isermeyer | 23 de novembro de 1942 - 30 de setembro de 1943 |
| Kptlt. Hans Keerl          | 1 de outubro de 1943 - 28 de novembro de 1944   |

## Subordinação
Durante o seu tempo de serviço, esteve subordinado às seguintes flotilhas:
| Período                                        | Flotilha                                      |
| ---------------------------------------------- | --------------------------------------------- |
| 8 de abril de 1941 - 30 de abril de 1941       | 1. Unterseebootsflottille (treinamento)       |
| 1 de maio de 1941 - 31 de março de 1942        | 26. Unterseebootsflottille (treinamento)      |
| 1 de abril de 1942 - 31 de agosto de 1943      | 24. Unterseebootsflottille (treinamento)      |
| 1 de setembro de 1943 - 30 de novembro de 1943 | 23. Unterseebootsflottille (treinamento)      |
| 1 de dezembro de 1943 - 28 de novembro de 1944 | 21. Unterseebootsflottille (submarino escola) |

## Coordenadas
1. ↑  em posição 54° 25' N 19° 50' E